# Playa de La Fuente
La playa La Fuente es una playa de pequeño tamaño situada en el municipio de San Vicente de la Barquera, en la Comunidad Autónoma de Cantabria, España.
Su composición es de arena dorada y bolos.

## Situación
Está situada dentro de la ensenada de Fuentes y orientada hacia el noroeste. Tiene acceso rodado a través de un camino asfaltado desde la localidad de Santillán.

## Central nuclear de Santillán
Junto a esta playa se proyectó en la década de 1970 una central nuclear a iniciativa de la empresa Electra de Viesgo que ocuparía unas 72 hectáreas en todo el entorno. Finalmente, debido a una fuerte oposición política y social el proyecto fue abandonado en 1983.

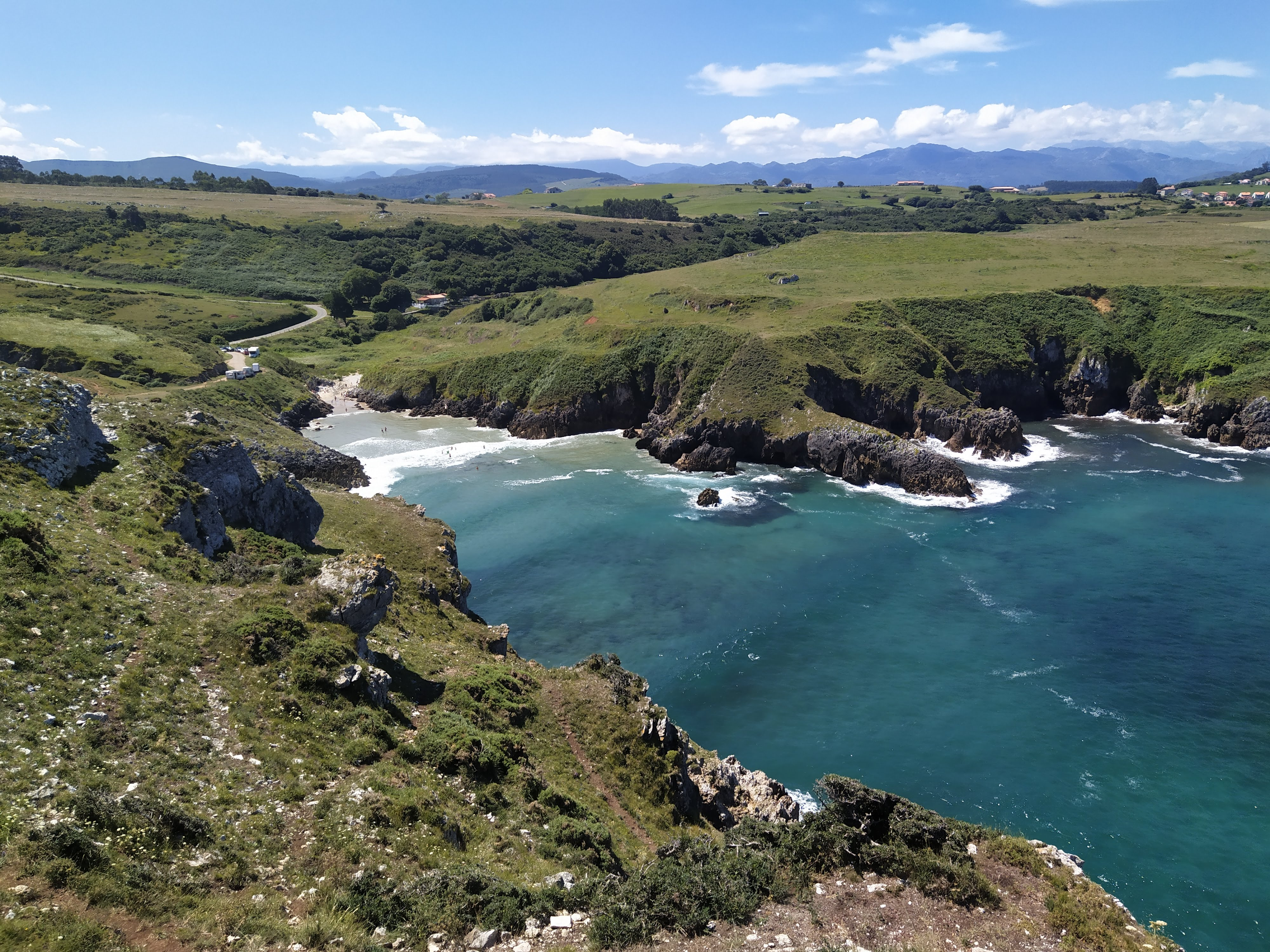
Playa y ensenada de Fuentes.